# Asiatische Formel-3-Meisterschaft 2019
Die asiatische Formel-3-Meisterschaft 2019 (offiziell F3 Asian Championship Certified by FIA 2019) war die zweite Saison der asiatischen Formel-3-Meisterschaft als FIA-zertifizierte Formel-Regional-Rennserie. Es gab 15 Rennen in China, Japan, Malaysia und Thailand. Die Saison begann am 6. April in Sepang und endete am 28. September in Shanghai.

## Teams und Fahrer
Alle Teams und Fahrer verwendeten das Tatuus-Chassis F3 T-318, einen aufgeladenen 2,0-Liter-Pratola-Serra-1750-TBi-Turbomotor von Alfa Romeo-Autotecnica und Reifen von Giti Tire.
| Team                  | Auto # | Fahrer            | Status | Rennwochenende | Quelle |
| --------------------- | ------ | ----------------- | ------ | -------------- | ------ |
| Hitech Grand Prix     | 01     | Ukyō Sasahara     |        | Alle           |        |
| Hitech Grand Prix     | 02     | Jack Doohan       |        | Alle           |        |
| Hitech Grand Prix     | 17     | Jackson Walls     |        | 3–5            |        |
| Pinnacle Motorsport   | 03     | Jordan Dempsey    |        | 1, 3–5         |        |
| Pinnacle Motorsport   | 12     | Ayrton Simmons    |        | 2, 4           |        |
| Pinnacle Motorsport   | 16     | Tommy Smith       |        | Alle           |        |
| Zen Motorsport        | 04     | James Yu          |        | Alle           |        |
| Absolute Racing       | 05     | Daniel Cao        |        | Alle           |        |
| Absolute Racing       | 15     | Eshan Pieris      |        | Alle           |        |
| Super License         | 07     | Tomoki Takahashi  |        | 1, 3           |        |
| Super License         | 08     | Yu Kanamaru       |        | 1–2, 4         |        |
| Super License         | 08     | Takashi Hata      | M      | 3              |        |
| BlackArts Racing Team | 09     | Thomas Lüdi       | M      | Alle           |        |
| BlackArts Racing Team | 86     | Brendon Leitch    |        | Alle           |        |
| BlackArts Racing Team | 95     | Tom Beckhäuser    |        | 1–2            |        |
| BlackArts Racing Team | 95     | Miki Koyama       |        | 3              |        |
| B-Max Racing Team     | 28     | Tairoku Yamaguchi | M      | 1              |        |
| B-Max Racing Team     | 30     | Dragon            | M      | 1              |        |
| B-Max Racing Team     | 30     | Kiyoto Fujinami   |        | 3              |        |
| B-Max Racing Team     | 85     | Miki Koyama       |        | 2              |        |
| M-Sport Asia          | 33     | Akash Gowda       |        | 1–3, 5         |        |
| 852 Challengers       | 44     | Paul Wong         | M      | Alle           |        |
| Seven GP              | 21     | Petr Ptáček       |        | 3              |        |
| Seven GP              | 77     | Jamie Chadwick    |        | 1              |        |

## Rennkalender
Es gab fünf Rennwochenende in vier Länder auf vier Strecken zu je drei Rennen. Im Vergleich zum Vorjahr flogen Ningbo sowie das zweite Rennen in Sepang raus, neu hinzu kamen Buri Ram, Suzuka sowie ein zweites Rennen in Shanghai.
| Nr. | Datum         | Rennstrecke                                 | Sieger        | Zweiter        | Dritter          | Pole-Position | Schnellste Rennrunde |
| --- | ------------- | ------------------------------------------- | ------------- | -------------- | ---------------- | ------------- | -------------------- |
| 01. | 06. April     | Sepang International Circuit (Sepang)       | Ukyo Sasahara | Jack Doohan    | Daniel Cao       | Daniel Cao    | Ukyo Sasahara        |
| 02. | 06. April     | Sepang International Circuit (Sepang)       | Ukyo Sasahara | Jack Doohan    | Brendon Leitch   |               | Ukyo Sasahara        |
| 03. | 07. April     | Sepang International Circuit (Sepang)       | Jack Doohan   | Ukyo Sasahara  | Tomoki Takahashi | Jack Doohan   | Jack Doohan          |
| 04. | 11. Mai       | Chang International Circuit (Buriram)       | Ukyo Sasahara | Jack Doohan    | Daniel Cao       | Ukyo Sasahara | Ukyo Sasahara        |
| 05. | 12. Mai       | Chang International Circuit (Buriram)       | Jack Doohan   | Ukyo Sasahara  | Daniel Cao       |               | Jack Doohan          |
| 06. | 12. Mai       | Chang International Circuit (Buriram)       | Ukyo Sasahara | Jack Doohan    | Brendon Leitch   | Ukyo Sasahara | Brendon Leitch       |
| 07. | 22. Juni      | Suzuka International Racing Course (Suzuka) | Jack Doohan   | Ukyo Sasahara  | Petr Ptáček      | Ukyo Sasahara | Jack Doohan          |
| 08. | 23. Juni      | Suzuka International Racing Course (Suzuka) | Ukyo Sasahara | Daniel Cao     | Jackson Walls    |               | Jack Doohan          |
| 09. | 23. Juni      | Suzuka International Racing Course (Suzuka) | Jack Doohan   | Brendon Leitch | Jordan Dempsey   | Petr Ptáček   | Ukyo Sasahara        |
| 10. | 07. September | Shanghai International Circuit (Shanghai 1) | Ukyo Sasahara | Daniel Cao     | Brendon Leitch   | Ukyo Sasahara | Ukyo Sasahara        |
| 11. | 08. September | Shanghai International Circuit (Shanghai 1) | Ukyo Sasahara | Daniel Cao     | Jack Doohan      |               | Ukyo Sasahara        |
| 12. | 08. September | Shanghai International Circuit (Shanghai 1) | Ukyo Sasahara | Jack Doohan    | Jordan Dempsey   | Ukyo Sasahara | Ukyo Sasahara        |
| 13. | 27. September | Shanghai International Circuit (Shanghai 2) | Daniel Cao    | Jack Doohan    | Ukyo Sasahara    | Ukyo Sasahara | Daniel Cao           |
| 14. | 28. September | Shanghai International Circuit (Shanghai 2) | Daniel Cao    | Brendon Leitch | Jack Doohan      |               | Daniel Cao           |
| 15. | 28. September | Shanghai International Circuit (Shanghai 2) | Jack Doohan   | Ukyo Sasahara  | Jackson Walls    | Ukyo Sasahara | Jack Doohan          |

## Wertungen

### Punktesystem
Bei jedem Rennen bekamen die ersten zehn des Rennens 25, 18, 15, 12, 10, 8, 6, 4, 2 bzw. 1 Punkt(e). Es gab keine Punkte für die Pole-Position und die schnellste Rennrunde.
| Punkteverteilung | Punkteverteilung | Punkteverteilung | Punkteverteilung | Punkteverteilung | Punkteverteilung | Punkteverteilung | Punkteverteilung | Punkteverteilung | Punkteverteilung | Punkteverteilung | Punkteverteilung | Punkteverteilung |
| ---------------- | ---------------- | ---------------- | ---------------- | ---------------- | ---------------- | ---------------- | ---------------- | ---------------- | ---------------- | ---------------- | ---------------- | ---------------- |
| Platz            | 1                | 2                | 3                | 4                | 5                | 6                | 7                | 8                | 9                | 10               | PP               | SR               |
| Punkte           | 25               | 18               | 15               | 12               | 10               | 8                | 6                | 4                | 2                | 1                | –                | –                |

### Fahrerwertung
| Pos. | Fahrer        | SEP | SEP | SEP | CHA | CHA | CHA | SUZ | SUZ | SUZ | SH1 | SH1 | SH1 | SH2 | SH2 | SH2 | Punkte |
| Pos. | Fahrer        | R1  | R2  | R3  | R1  | R2  | R3  | R1  | R2  | R3  | R1  | R2  | R3  | R1  | R2  | R3  | Punkte |
| ---- | ------------- | --- | --- | --- | --- | --- | --- | --- | --- | --- | --- | --- | --- | --- | --- | --- | ------ |
| 01   | U. Sasahara   | 1   | 1   | 2   | 1   | 2   | 1   | 2   | 1   | 9   | 1   | 1   | 1   | 3   | 4   | 2   | 301    |
| 02   | J. Doohan     | 2   | 2   | 1   | 2   | 1   | 2   | 1   | 10  | 1   | 4   | 3   | 2   | 2   | 3   | 1   | 276    |
| 03   | D. Cao        | 3   | 4   | 7   | 3   | 3   | 9   | 4   | 2   | DNF | 2   | 2   | DNF | 1   | 1   | 7   | 187    |
| 04   | B. Leitch     | 4   | 3   | 4   | 5   | DNF | 3   | 5   | DNF | 2   | 3   | 5   | 8   | 10  | 2   | 4   | 152    |
| 05   | E. Pieris     | 5   | 5   | 6   | 4   | 4   | 4   | 9   | 6   | 4   | 7   | 7   | 5   | 7   | 10  | 5   | 125    |
| 06   | J. Walls      |     |     |     |     |     |     | 7   | 3   | 5   | 6   | 6   | 7   | 4   | 5   | 3   | 90     |
| 07   | J. Dempsey    | 10  | 9   | 9   |     |     |     | 6   | DNF | 3   | 5   | 8   | 3   | 5   | 6   | 6   | 83     |
| 08   | J. Yu         | 11  | 11  | 11  | 10  | 6   | 5   | 10  | 8   | 6   | 8   | 11  | 9   | 6   | 7   | 9   | 54     |
| 09   | Y. Kanamaru   | 8   | 6   | 8   | 7   | 9   | 7   |     |     |     | DNF | 4   | 6   |     |     |     | 50     |
| 10   | A. Simmons    |     |     |     | 6   | 5   | 6   |     |     |     | DNF | 9   | 4   |     |     |     | 40     |
| 11   | P. Ptáček     |     |     |     |     |     |     | 3   | 4   | DNF |     |     |     |     |     |     | 27     |
| 12   | T. Takahashi  | 7   | 7   | 3   |     |     |     | DNF | 13* | DNF |     |     |     |     |     |     | 27     |
| 13   | A. Gowda      | 9   | 8   | 12  | 8   | 10  | 12  | 11  | 9   | 8   |     |     |     | 8   | 8   | 10  | 26     |
| 14   | J. Chadwick   | 6   | 12  | 5   |     |     |     |     |     |     |     |     |     |     |     |     | 18     |
| 15   | M. Koyama     |     |     |     | 9   | 8   | 11  | 12  | 7   | 7   |     |     |     |     |     |     | 18     |
| 16   | K. Fujinami   |     |     |     |     |     |     | 8   | 5   | DNF |     |     |     |     |     |     | 14     |
| 17   | T. Beckhäuser | DNF | 10  | 10  | 11  | 7   | 8   |     |     |     |     |     |     |     |     |     | 12     |
| 18   | T. Smith      | 12  | 13  | 13  | DNF | DNS | 10  | 15  | DNF | DNF | 9   | 10  | 10  | DNF | 9   | 8   | 11     |
| 19   | P. Wong       | 14  | 16  | 16  | 12  | 11  | 14  | 14  | 11  | 11  | 10  | 13  | 12  | 9   | 11  | 11  | 3      |
| 20   | T. Lüdi       | DNF | DNF | 15  | DNF | DNF | 13  | 13  | 12  | 10  | DNF | 12  | 11  | DNF | DNF | DNF | 1      |
| 21   | Dragon        | 13  | 14  | 17  |     |     |     |     |     |     |     |     |     |     |     |     | 0      |
| 22   | T. Yamaguchi  | DNF | 15  | 14  |     |     |     |     |     |     |     |     |     |     |     |     | 0      |
| —    | T. Hata       |     |     |     |     |     |     | DNF | DNS | DNS |     |     |     |     |     |     | 0      |
| Pos. | Fahrer        | R1  | R2  | R3  | R1  | R2  | R3  | R1  | R2  | R3  | R1  | R2  | R3  | R1  | R2  | R3  | Punkte |
| Pos. | Fahrer        | SEP | SEP | SEP | CHA | CHA | CHA | SUZ | SUZ | SUZ | SH1 | SH1 | SH1 | SH2 | SH2 | SH2 | Punkte |

| Legende       | Legende                        | Legende                                                              |
| Farbe         | Abkürzung                      | Bedeutung                                                            |
| ------------- | ------------------------------ | -------------------------------------------------------------------- |
| Gold          | –                              | Sieg                                                                 |
| Silber        | –                              | 2. Platz                                                             |
| Bronze        | –                              | 3. Platz                                                             |
| Grün          | –                              | 4. bis 10. Platz                                                     |
| Hellblau      | –                              | 10. Platz aufwärts (punktberechtigt)                                 |
| Blau          | –                              | Klassifiziert außerhalb der Punkteränge                              |
| Dunkelblau    | –                              | Klassifiziert innerhalb der Punkteränge aber keine Punktberechtigung |
| Violett       | DNF                            | Rennen nicht beendet (did not finish)                                |
| Violett       | NC                             | nicht klassifiziert (not classified)                                 |
| Rot           | DNQ                            | nicht qualifiziert (did not qualify)                                 |
| Rot           | DNPQ                           | in Vorqualifikation gescheitert (did not pre-qualify)                |
| Schwarz       | DSQ                            | disqualifiziert (disqualified)                                       |
| Weiß          | DNS                            | nicht am Start (did not start)                                       |
| Weiß          | WD                             | zurückgezogen (withdrawn)                                            |
| ohne          | PO                             | nur am Training teilgenommen (practiced only)                        |
| ohne          | DNP                            | nicht am Training teilgenommen (did not practice)                    |
| ohne          | INJ                            | verletzt oder krank (injured)                                        |
| ohne          | EX                             | ausgeschlossen (excluded)                                            |
| ohne          | DNA                            | nicht erschienen (did not arrive)                                    |
| ohne          | C                              | Rennen abgesagt (cancelled)                                          |
| ohne          | keine Teilnahme                |                                                                      |
| sonstige      | P/fett                         | Pole-Position                                                        |
| sonstige      | SR/kursiv                      | Schnellste Rennrunde                                                 |
| sonstige      | Q                              | Extrapunkte für Pole-Position                                        |
| sonstige      | X                              | Extrapunkte für gewonnene Positionen                                 |
| sonstige      | *                              | nicht im Ziel, aufgrund der zurückgelegten Distanz aber gewertet     |
| sonstige      | ()                             | Streichresultate                                                     |
| unterstrichen | Führender in der Gesamtwertung |                                                                      |

### Masterswertung
| Pos. | Fahrer       | SEP | SEP | SEP | CHA | CHA | CHA | SUZ | SUZ | SUZ | SH1 | SH1 | SH1 | SH2 | SH2 | SH2 | Punkte |
| Pos. | Fahrer       | R1  | R2  | R3  | R1  | R2  | R3  | R1  | R2  | R3  | R1  | R2  | R3  | R1  | R2  | R3  | Punkte |
| ---- | ------------ | --- | --- | --- | --- | --- | --- | --- | --- | --- | --- | --- | --- | --- | --- | --- | ------ |
| 01   | P. Wong      | 14  | 16  | 16  | 12  | 11  | 14  | 14  | 11  | 11  | 10  | 13  | 12  | 9   | 11  | 11  | 313    |
| 02   | T. Lüdi      | DNF | DNF | 15  | DNF | DNF | 13  | 13  | 12  | 10  | DNF | 12  | 11  | DNF | DNF | DNF | 161    |
| 03   | Dragon       | 13  | 14  | 17  |     |     |     |     |     |     |     |     |     |     |     |     | 62     |
| 04   | T. Yamaguchi | DNF | 15  | 14  |     |     |     |     |     |     |     |     |     |     |     |     | 43     |
| —    | T. Hata      |     |     |     |     |     |     | DNF | DNS | DNS |     |     |     |     |     |     | 0      |
| Pos. | Fahrer       | R1  | R2  | R3  | R1  | R2  | R3  | R1  | R2  | R3  | R1  | R2  | R3  | R1  | R2  | R3  | Punkte |
| Pos. | Fahrer       | SEP | SEP | SEP | CHA | CHA | CHA | SUZ | SUZ | SUZ | SH1 | SH1 | SH1 | SH2 | SH2 | SH2 | Punkte |

| Legende       | Legende                        | Legende                                                              |
| Farbe         | Abkürzung                      | Bedeutung                                                            |
| ------------- | ------------------------------ | -------------------------------------------------------------------- |
| Gold          | –                              | Sieg                                                                 |
| Silber        | –                              | 2. Platz                                                             |
| Bronze        | –                              | 3. Platz                                                             |
| Grün          | –                              | 4. bis 10. Platz                                                     |
| Hellblau      | –                              | 10. Platz aufwärts (punktberechtigt)                                 |
| Blau          | –                              | Klassifiziert außerhalb der Punkteränge                              |
| Dunkelblau    | –                              | Klassifiziert innerhalb der Punkteränge aber keine Punktberechtigung |
| Violett       | DNF                            | Rennen nicht beendet (did not finish)                                |
| Violett       | NC                             | nicht klassifiziert (not classified)                                 |
| Rot           | DNQ                            | nicht qualifiziert (did not qualify)                                 |
| Rot           | DNPQ                           | in Vorqualifikation gescheitert (did not pre-qualify)                |
| Schwarz       | DSQ                            | disqualifiziert (disqualified)                                       |
| Weiß          | DNS                            | nicht am Start (did not start)                                       |
| Weiß          | WD                             | zurückgezogen (withdrawn)                                            |
| ohne          | PO                             | nur am Training teilgenommen (practiced only)                        |
| ohne          | DNP                            | nicht am Training teilgenommen (did not practice)                    |
| ohne          | INJ                            | verletzt oder krank (injured)                                        |
| ohne          | EX                             | ausgeschlossen (excluded)                                            |
| ohne          | DNA                            | nicht erschienen (did not arrive)                                    |
| ohne          | C                              | Rennen abgesagt (cancelled)                                          |
| ohne          | keine Teilnahme                |                                                                      |
| sonstige      | P/fett                         | Pole-Position                                                        |
| sonstige      | SR/kursiv                      | Schnellste Rennrunde                                                 |
| sonstige      | Q                              | Extrapunkte für Pole-Position                                        |
| sonstige      | X                              | Extrapunkte für gewonnene Positionen                                 |
| sonstige      | *                              | nicht im Ziel, aufgrund der zurückgelegten Distanz aber gewertet     |
| sonstige      | ()                             | Streichresultate                                                     |
| unterstrichen | Führender in der Gesamtwertung |                                                                      |

### Teamwertung
| Pos. | Team                  | Auto # | SEP | SEP | SEP | CHA | CHA | CHA | SUZ | SUZ | SUZ | SH1 | SH1 | SH1 | SH2 | SH2 | SH2 | Punkte |
| Pos. | Team                  | Auto # | R1  | R2  | R3  | R1  | R2  | R3  | R1  | R2  | R3  | R1  | R2  | R3  | R1  | R2  | R3  | Punkte |
| ---- | --------------------- | ------ | --- | --- | --- | --- | --- | --- | --- | --- | --- | --- | --- | --- | --- | --- | --- | ------ |
| 01   | Hitech Grand Prix     | 01     | 1   | 1   | 2   | 1   | 2   | 1   | 2   | 1   | 9   | 1   | 1   | 1   | 3   | 4   | 2   | 599    |
| 01   | Hitech Grand Prix     | 02     | 2   | 2   | 1   | 2   | 1   | 2   | 1   | 10  | 1   | 4   | 3   | 2   | 2   | 3   | 1   | 599    |
| 01   | Hitech Grand Prix     | 17     |     |     |     |     |     |     | 7   | 3   | 5   | 6   | 6   | 7   | 4   | 5   | 3   | 599    |
| 02   | Absolute Racing       | 05     | 3   | 4   | 7   | 3   | 3   | 9   | 4   | 2   | DNF | 2   | 2   | DNF | 1   | 1   | 7   | 310    |
| 02   | Absolute Racing       | 15     | 5   | 5   | 6   | 4   | 4   | 4   | 9   | 6   | 4   | 7   | 7   | 5   | 7   | 10  | 5   | 310    |
| 03   | BlackArts Racing Team | 86     | 4   | 3   | 4   | 5   | DNF | 3   | 5   | DNF | 2   | 3   | 5   | 8   | 10  | 2   | 4   | 176    |
| 03   | BlackArts Racing Team | 95     | DNF | 10  | 10  | 11  | 7   | 8   | 12  | 7   | 7   |     |     |     |     |     |     | 176    |
| 03   | BlackArts Racing Team | 09     | DNF | DNF | 15  | DNF | DNF | 13  | 13  | 12  | 10  | DNF | 12  | 11  | DNF | DNF | DNF | 176    |
| 04   | Pinnacle Motorsport   | 03     | 10  | 9   | 9   |     |     |     | 6   | DNF | 3   | 5   | 8   | 3   | 5   | 6   | 6   | 132    |
| 04   | Pinnacle Motorsport   | 12     |     |     |     | 6   | 5   | 6   |     |     |     | DNF | 9   | 4   |     |     |     | 132    |
| 04   | Pinnacle Motorsport   | 16     | 12  | 13  | 13  | DNF | DNS | 10  | 15  | DNF | DNF | 9   | 10  | 10  | DNF | 9   | 8   | 132    |
| 05   | Super License         | 08     | 8   | 6   | 8   | 7   | 9   | 7   | DNF | DNS | DNS | DNF | 4   | 6   |     |     |     | 75     |
| 05   | Super License         | 07     | 7   | 7   | 3   |     |     |     | DNF | 13* | DNF |     |     |     |     |     |     | 75     |
| 06   | Zen Motorsport        | 04     | 11  | 11  | 11  | 10  | 6   | 5   | 10  | 8   | 6   | 8   | 11  | 9   | 6   | 7   | 9   | 54     |
| 07   | Seven GP              | 77/21  | 6   | 12  | 5   |     |     |     | 3   | 4   | DNF |     |     |     |     |     |     | 45     |
| 08   | M-Sport Asia          | 33     | 9   | 8   | 12  | 8   | 10  | 12  | 11  | 9   | 8   |     |     |     | 8   | 8   | 10  | 26     |
| 09   | B-Max Racing Team     | 30/95  | 13  | 14  | 17  | 9   | 8   | 11  | 8   | 5   | DNF |     |     |     |     |     |     | 20     |
| 09   | B-Max Racing Team     | 28     | DNF | 15  | 14  |     |     |     |     |     |     |     |     |     |     |     |     | 20     |
| 10   | 852 Challengers       | 44     | 14  | 16  | 16  | 12  | 11  | 14  | 14  | 11  | 11  | 10  | 13  | 12  | 9   | 11  | 11  | 3      |
| Pos. | Team                  | Auto # | R1  | R2  | R3  | R1  | R2  | R3  | R1  | R2  | R3  | R1  | R2  | R3  | R1  | R2  | R3  | Punkte |
| Pos. | Team                  | Auto # | SEP | SEP | SEP | CHA | CHA | CHA | SUZ | SUZ | SUZ | SH1 | SH1 | SH1 | SH2 | SH2 | SH2 | Punkte |

| Legende       | Legende                        | Legende                                                              |
| Farbe         | Abkürzung                      | Bedeutung                                                            |
| ------------- | ------------------------------ | -------------------------------------------------------------------- |
| Gold          | –                              | Sieg                                                                 |
| Silber        | –                              | 2. Platz                                                             |
| Bronze        | –                              | 3. Platz                                                             |
| Grün          | –                              | 4. bis 10. Platz                                                     |
| Hellblau      | –                              | 10. Platz aufwärts (punktberechtigt)                                 |
| Blau          | –                              | Klassifiziert außerhalb der Punkteränge                              |
| Dunkelblau    | –                              | Klassifiziert innerhalb der Punkteränge aber keine Punktberechtigung |
| Violett       | DNF                            | Rennen nicht beendet (did not finish)                                |
| Violett       | NC                             | nicht klassifiziert (not classified)                                 |
| Rot           | DNQ                            | nicht qualifiziert (did not qualify)                                 |
| Rot           | DNPQ                           | in Vorqualifikation gescheitert (did not pre-qualify)                |
| Schwarz       | DSQ                            | disqualifiziert (disqualified)                                       |
| Weiß          | DNS                            | nicht am Start (did not start)                                       |
| Weiß          | WD                             | zurückgezogen (withdrawn)                                            |
| ohne          | PO                             | nur am Training teilgenommen (practiced only)                        |
| ohne          | DNP                            | nicht am Training teilgenommen (did not practice)                    |
| ohne          | INJ                            | verletzt oder krank (injured)                                        |
| ohne          | EX                             | ausgeschlossen (excluded)                                            |
| ohne          | DNA                            | nicht erschienen (did not arrive)                                    |
| ohne          | C                              | Rennen abgesagt (cancelled)                                          |
| ohne          | keine Teilnahme                |                                                                      |
| sonstige      | P/fett                         | Pole-Position                                                        |
| sonstige      | SR/kursiv                      | Schnellste Rennrunde                                                 |
| sonstige      | Q                              | Extrapunkte für Pole-Position                                        |
| sonstige      | X                              | Extrapunkte für gewonnene Positionen                                 |
| sonstige      | *                              | nicht im Ziel, aufgrund der zurückgelegten Distanz aber gewertet     |
| sonstige      | ()                             | Streichresultate                                                     |
| unterstrichen | Führender in der Gesamtwertung |                                                                      |